# Ілюзія кластерів

Випадковий розподіл до 10 000 точок всередині квадрату, за видно появу начебто «згустків» або кластерів

Ілюзія кластерів — це тенденція помилково вважати, що «смуги» або «кластери», які обов'язково виникають у невеликих випадкових вибірках, є статистично значущими. Ілюзія викликана тенденцією людей недостатньо передбачати розмір варіативності, яка може з'явитись у малих вибірках випадкових або напів-випадкових даних.

## Приклади
Гілович, ранній автор з цього питання, вважав, що цей ефект виникає для різних типів випадкових розподілів, включно з двовимірними даними, такими, як наприклад кластери місць попадання бомб Фау-1 на мапі Лондону під час Другої світової війни; або бачення послідовностей у часовий флуктуаціях цін на фондовому ринку. Хоча лондонці і розробили декілька теорій щодо структури бомбування Лондону, статистичний аналіз, проведений Р. Д. Кларком та вперше опублікований 1946 р., показав, що місця попадання ракет Фау-2в Лондоні насправді були дуже наближеними до випадкового розподілу.
Ілюзія кластерів є центральною в «Омані „куй поки гаряче“», про перше дослідження якої повідомляли Гілович, Роберт Валлоне та Еймос Тверські. Вони з'ясували, що ідея про те, що баскетбольні гравці влучають в кошик «смугами», про які деякі спортивні коментатори кажуть. що необхідно «кувати поки гаряче», була невірною. Насправді, зібрані цими дослідниками дані показали, що якщо щось і можна передбачити з попереднього вдалого кидка гравця, то це трохи більшу ймовірність, що наступний кидок буде невдалим.

## Схожі упередження
Використання цього когнітивного упередження у повсякденному мисленні може призвести до омани вдалого стрільця. Більш загальними формами помилкового розпізнавання форм та структур є парейдолія та апофенія. Пов'язаними упередженнями також є ілюзія контролю, на виникнення якої може впливати ілюзія кластерів, та нечутливість до розміру вибірки, за якої люди не очікують більшої варіативності у менших вибірках.
Ще одним когнітивним упередженням. що стосується нерозуміння випадкових смуг, є омана гравця.

## Можливі причини
Деніел Канеман та Еймос Тверські пояснювали, що таке хибне передбачення спричиняється евристикою репрезентативності (існування якої вони власне вперше запропонували).